# Sherzod Qudbiyev
Sherzod Davlyatovich Qudbiyev (* 1981 in Fergana) ist ein usbekischer Politiker.

## Leben
Qudbiyev wurde 1981 in der Stadt Fergana geboren. Nach anderen Angaben stammt er aus Rishton in der Region Fergana. Beruflich ist er Ökonom. Er absolvierte 1996–2000 ein Bachelor- und 2000–2002 ein Masterstudium an der Polytechnischen Universität von Fergana.
2010–2012 war Qudbiyev Leiter und Senior Spezialist der Konsolidierten Informations- und analytischen Abteilung für makroökonomische Entwicklung, für den Strukturwandel in der Wirtschaft und die integrierte Entwicklung der Territorien des Ministerkabinetts von Usbekistan. 2012–2015 war er Direktor des Republikanischen wissenschaftlichen Zentrums für Beschäftigung, Arbeitsschutz und sozialen Schutz der Bevölkerung, 2015–2016 stellvertretender Leiter der Konsolidierten Informations- und analytischen Abteilung für makroökonomische Entwicklung, Strukturwandel, Investitionen und integrierte Entwicklung der Territorien des Ministerkabinetts von Usbekistan und 2016–2018 Bezirksvorsteher von Mirzo-Ulugbek.
Ab 2018 bis zum 30. August 2019 war Qudbiyev Minister für Beschäftigung und Arbeitsbeziehungen der Republik Usbekistan, danach bis 13. Mai 2020 Berater des Präsidenten der Republik Usbekistan für Fragen des öffentlichen Dienstes und der Zusammenarbeit mit den vertretenden Behörden. Seit 13. Mai 2020 ist Qudbiyev Vorsitzender des staatlichen Steuerausschusses der Republik Usbekistan.